# AEK Arena - Georgios Karapatakis
El AEK Arena - Georgios Karapatakis (en griego: AEK Αρένα - Γεώργιος Καραπατάκης) o simplemente AEK Arena es un estadio multiusos ubicado en la ciudad de Lárnaca, Chipre. Fue inaugurado en 2016 y posee una capacidad para 7.400 espectadores, es utilizado por el AEK Larnaca de la Primera División de Chipre. El AEK-Arena se encuentra justo al lado del Estadio GSZ, la antigua casa del club.
El nombre oficial del estadio es "AEK Arena - Georgios Karapatakis", en honor al padre del presidente del AEK, Andros Karapatakis.

## Historia
El terreno del estadio pertenece al grupo GSZ, que también administra el cercano Estadio GSZ. AEK Larnaca acordó con GSZ construir un nuevo estadio para el club, que fue financiado por el propio club. El trabajo de construcción estuvo a cargo de Balltown Holdings (Public) Ltd, una empresa inmobiliaria creada especialmente para tal efecto. El 7 de septiembre de 2015, el presidente de Chipre, Nikos Anastasiadis, colocó simbólicamente la primera piedra, quien también realizaría la inauguración un año después. 
El estadio se inauguró el lunes 17 de octubre de 2016 con el partido entre el AEK Larnaca y el Aris Limassol por la séptima jornada de la Primera División chipriota 2016-17. AEK ganó el partido con un marcador de 4–0. El primer gol lo consiguió el delantero español del AEK Jorge Larena.
El primer partido de competición europea se llevó a cabo el 29 de junio de 2017 por la primera ronda de clasificación de la Europa League 2017-18, cuando ΑΕΚ se enfrentó a Lincoln Red Imps FC de Gibraltar, al que venció con un marcador de 5–0.

## Partidos internacionales
| Lista de partidos de la Selección de fútbol de Chipre disputados en el AEK Arena. | Lista de partidos de la Selección de fútbol de Chipre disputados en el AEK Arena. | Lista de partidos de la Selección de fútbol de Chipre disputados en el AEK Arena. | Lista de partidos de la Selección de fútbol de Chipre disputados en el AEK Arena. | Lista de partidos de la Selección de fútbol de Chipre disputados en el AEK Arena. | Lista de partidos de la Selección de fútbol de Chipre disputados en el AEK Arena. | Lista de partidos de la Selección de fútbol de Chipre disputados en el AEK Arena. |
| N°                                                                                | Fecha                                                                             | Partido                                                                           | Resultado                                                                         | Competencia                                                                       | Asistencia                                                                        |                                                                                   |
| --------------------------------------------------------------------------------- | --------------------------------------------------------------------------------- | --------------------------------------------------------------------------------- | --------------------------------------------------------------------------------- | --------------------------------------------------------------------------------- | --------------------------------------------------------------------------------- | --------------------------------------------------------------------------------- |
| 1                                                                                 | 7 de octubre de 2020                                                              | Chipre – República Checa                                                          | 1 – 2                                                                             | Amistoso                                                                          | 0                                                                                 |                                                                                   |
| 2                                                                                 | 8 de octubre de 2021                                                              | Chipre – Croacia                                                                  | 0 – 3                                                                             | Clasificación Copa Mundial 2022                                                   | 2.333                                                                             |                                                                                   |
| 3                                                                                 | 11 de octubre de 2021                                                             | Chipre – Malta                                                                    | 2 – 2                                                                             | Clasificación Copa Mundial 2022                                                   | 1.405                                                                             |                                                                                   |
| 4                                                                                 | 29 de marzo de 2022                                                               | Chipre – Estonia                                                                  | 2 – 0                                                                             | UEFA Nations League 2020-21                                                       | 2.464                                                                             |                                                                                   |
| 5                                                                                 | 2 de junio de 2022                                                                | Chipre – Kosovo                                                                   | 0 – 2                                                                             | UEFA Nations League 2022-23                                                       | 1.550                                                                             |                                                                                   |
| 6                                                                                 | 5 de junio de 2022                                                                | Chipre – Irlanda del Norte                                                        | 0 – 0                                                                             | UEFA Nations League 2022-23                                                       | 1.663                                                                             |                                                                                   |
| 7                                                                                 | 24 de septiembre de 2022                                                          | Chipre – Grecia                                                                   | –                                                                                 | UEFA Nations League 2022-23                                                       |                                                                                   |                                                                                   |